# 吸收帶

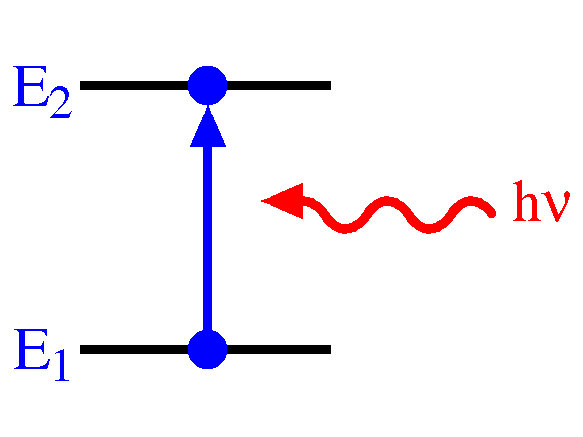
電磁吸收原理圖解

當光子被電磁場吸收時光子會消失，並且系統會因為吸收了光子而發生變化。能量、動量、角動量、磁偶極矩和電偶極矩都從光子轉換到這個系統。由於必須滿足守恆律，這種轉換受到一系列的制約，結果將導致一系列的選擇定則。在可觀測到的範圍內，它不可能做任意的能量或頻率的轉換。

## 帶和線的形狀

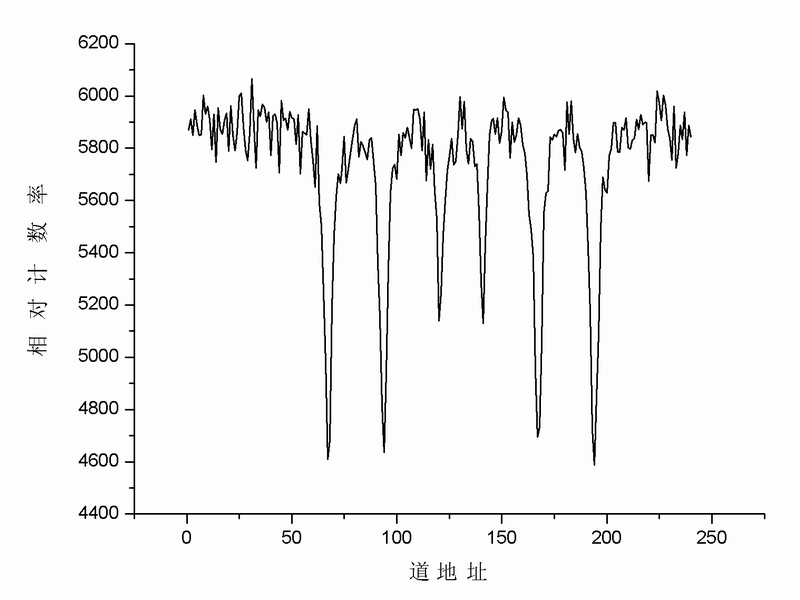
^{57}鐵的穆斯堡爾吸收譜線有非常清晰的線條。

吸收帶和線有各種不同的形狀，分析帶或線的形狀可以用來確定系統的資訊和它的成因。在許多情況下，若方便的話，它都會先被設想是取決於衰變機制或溫度效應，像是都卜勒致寬的窄羅倫茲或高斯譜線。分析譜密度和強度，與譜線的寬度和形狀，有時可以獲得觀測系統的大量資訊，像是穆斯堡爾譜。

## 應用
有廣泛吸收帶的材料已經應用在顏料、染料和光學濾波器。二氧化鈦、氧化鋅和發色團應用紫外線的吸收劑和反射體防曬。

## 大氣物理學家感興趣的吸收帶
在氧：
- 霍普菲帶：很強，介於67-100奈米的紫外線。 (以約翰·霍普菲之名命名)；
- 在101.9-130奈米之間的擴散系統；
- 舒曼隆吉連續帶：很強，介於135-176奈米；
- 舒曼隆吉帶：介於176-192.6奈米的 (以維克托·舒曼和卡爾·隆吉兩人的名字命名)；
- 赫茲伯帶：介於240-260奈米的 (以黑拉德·赫茲伯的名字命名)；
- 在可見光譜的538-771奈米的大氣層帶；和
- 在約1,000奈米的紅外線系統。

在臭氧：
- 哈特利帶：介於200-300奈米的紫外線，在255奈米有非常強的吸收 (以沃爾特·諾埃爾·哈特利的名字命名)；
- 哈金斯帶：在320-360奈米的微弱吸收 (以威廉·哈金斯爵士的名字命名)；
- 夾布帶 ("Chappuis band"，經常被錯拼為"Chappius band")：在可見光譜的375-650奈米，一個薄弱的瀰漫性系統 (以J.夾布的名字命名)；和
- 午夫帶：超越700奈米的紅外線，以4,700、9,600、和14,100奈米為中心的吸收帶，而後者是最強烈的 (以奧利弗·R.·午夫的名字命名)。

在氮：
- 萊曼-柏芝-霍普菲帶：有時就稱為柏芝-霍普菲帶，在遠紫外線，介於140-170奈米 (以希歐多爾·萊曼、雷蒙德·T.·柏芝和約翰·霍普菲的名字命名)。